# Eremostachys vicaryi
Eremostachys vicaryi là một loài thực vật có hoa trong họ Hoa môi. Loài này được Benth. ex Hook.f. mô tả khoa học đầu tiên năm 1885.